# 湖浜区
湖浜区（こひん-く）は中華人民共和国河南省三門峡市に位置する市轄区。

## 行政区画
- 街道:湖浜街道、前進街道、車站街道、澗河街道、大安街道、会興街道、崖底街道
- 郷:交口郷、磁鐘郷、高廟郷